# Uno (wyspa)
Uno – wyspa należąca do archipelagu Bijagós w Gwinei Bissau. Jej powierzchnia wynosi 104 km². Wyspę zamieszkuje 3324 mieszkańców (spis z 2009 roku). Jest częścią Rezerwatu Biosfery Boloma Bijagós.